# 迈克尔·沃里纳
迈克尔·沃里纳（英語：Michael Warriner，1908年12月3日—1986年4月7日），英国男子赛艇运动员。他曾代表英国参加1928年夏季奥林匹克运动会赛艇比赛，获得男子四人单桨无舵手金牌。